# Patrik Laine
Patrik Laine (* 19. April 1998 in Tampere) ist ein finnischer Eishockeyspieler, der seit August 2024 bei den Canadiens de Montréal in der National Hockey League unter Vertrag steht. Zuvor war der rechte Flügelstürmer knapp fünf Jahre für die Winnipeg Jets aktiv, die ihn im NHL Entry Draft 2016 an zweiter Position ausgewählt hatten, und spielte drei Jahre für die Columbus Blue Jackets.

## Karriere

### Jugend
Laine begann im Alter von vier Jahren in seiner Heimatstadt bei Ilves Tampere mit dem Eishockeyspielen, bevor er zu Tappara Tampere wechselte. Dort sorgte er bereits früh für Aufsehen, als er als zweitjüngster Spieler der U20-Mannschaft die Saison 2013/14 als fünftbester Torschütze der Liga abschloss. In der folgenden Spielzeit gab er sein Debüt für Tappara in der Liiga, verbrachte die Saison aber hauptsächlich bei LeKi Lempäälä in der zweithöchsten finnischen Spielklasse, der Mestis. Beim CHL Import Draft 2015 wurde er in der ersten Runde vom Sarnia Sting als insgesamt 24. Spieler gezogen, verblieb aber weiter in Finnland. Seit Beginn der Saison 2015/16 stand er dauerhaft im Kader von Tappara, wobei er mit der Mannschaft zum Ende seiner ersten kompletten Erstliga-Saison die Meisterschaft gewann. Dabei erzielte er in 17 Playoff-Spielen 14 Scorerpunkte, sodass er als bisher jüngster Spieler die Jari-Kurri-Trophäe als wertvollster Spieler der Playoffs erhielt. Außerdem hatte er bereits in der regulären Saison alle Rookies in Toren (17) und Punkten (33) angeführt, sodass er am Saisonende die Auszeichnung Jarmo Wasaman muistopalkinto als bester Liganeuling erhielt.

### NHL
Im anschließenden NHL Entry Draft 2016 wählten ihn die Winnipeg Jets an zweiter Position und statteten ihn im Juli 2016 mit einem Einstiegsvertrag aus, der dem Angreifer ein Jahresgehalt von 3,575 Mio. US-Dollar zusichert. In seiner ersten Saison in der National Hockey League (NHL) stellte Laine mit 36 Toren sowie mit 64 als Rookie erzielten Punkten direkt zwei Team-Rekorde auf und wurde im Laufe der Spielzeit zum NHL All-Star Game 2017 eingeladen sowie als NHL-Rookie des Monats Februar ausgezeichnet. Zudem platzierte er sich in der Rookie-Scorerliste der Liga auf Rang zwei hinter Auston Matthews und war für die Calder Memorial Trophy als bester Rookie nominiert, die jedoch in der Folge Matthews gewann. Allerdings wurde Laine ins NHL All-Rookie Team gewählt.
In der Saison 2017/18 gelangen Laine 44 Treffer, sodass er sich ligaweit hinter Alexander Owetschkin (49) auf Rang zwei der Torschützenliste platzierte. Mit den Jets erreichte er in den Playoffs erstmals in der Franchise-Geschichte das Conference-Finale, unterlag dort allerdings den Vegas Golden Knights. In der folgenden Spielzeit 2018/19 gelang es ihm jedoch nicht, an seine zuvor gezeigten Leistungen anzuknüpfen, sodass er im September 2019 nur einen Zweijahresvertrag statt eines langfristigen Kontrakts unterzeichnete. Dieser soll ihm vorerst ein durchschnittliches Jahresgehalt von 6,75 Millionen US-Dollar einbringen, während der Finne versuchen sollte, seinen Wert für das Team wieder zu steigern. In seinem letzten Vertragsjahr jedoch wurde Laine im Januar 2021 samt Jack Roslovic an die Columbus Blue Jackets abgegeben, die im Gegenzug Pierre-Luc Dubois sowie ein Drittrunden-Wahlrecht für den NHL Entry Draft 2022 nach Winnipeg schickten. In Columbus unterzeichnete er im Juli 2021 vorerst einen Einjahresvertrag mit einem Volumen von 7,5 Millionen US-Dollar, bevor er in der Saison 2021/22 mit 56 Punkten in ebenso vielen Partien erstmals einen Punkteschnitt von 1,0 pro Spiel erreichte. Von der Saison 2023/24 verpasste er allerdings aufgrund von Verletzungen den Großteil.
In der Folge wurde Laine im August 2024 nach drei Jahren in Columbus zu den Canadiens de Montréal transferiert, wobei die Blue Jackets zusätzlich ein Zweitrunden-Wahlrecht im NHL Entry Draft 2026 in die frankokanadische Metropole schickten. Im Gegenzug wechselte Jordan Harris nach Ohio.
Beobachter verglichen Laine mit Ilja Kowaltschuk und seine Schusstechnik mit der von Alexander Owetschkin.

### International
Laine nahm mit Finnland an der U18-Weltmeisterschaft 2015 teil und trug als Torschützenkönig maßgeblich zum Gewinn der Silbermedaille bei. Zudem wurde er in das All-Star-Team des Turniers gewählt. 2016 spielte er bereits bei der U20-Weltmeisterschaft im eigenen Land. Erneut wurde er – gemeinsam mit dem US-Amerikaner Auston Matthews – Torschützenkönig des Turniers, zudem drittbester Scorer des Turniers und war damit führend am Titelgewinn der finnischen Mannschaft beteiligt. Aufgrund dieser Leistungen erfolgte erneut die Berufung in das All-Star-Team.
Wenig später debütierte Laine für die A-Nationalmannschaft bei der Euro Hockey Tour 2015/16 und gehört zum finnischen Team bei der Eishockey-Weltmeisterschaft der Herren 2016. Mit dem Team errang er die Silbermedaille, erzielte 12 Scorerpunkte und wurde zum Most Valuable Player des Turniers, zum besten Stürmer sowie in das All-Star-Team gewählt. Wenig später gehörte er auch zum finnischen Aufgebot beim World Cup of Hockey 2016, das dort allerdings bereits in der Gruppenphase ausschied.

## Erfolge und Auszeichnungen
| - 2016 Finnischer Meister mit Tappara Tampere - 2016 Jari-Kurri-Trophäe - 2016 Jarmo Wasaman muistopalkinto - 2017 Teilnahme am NHL All-Star Game | - 2017 NHL-Rookie des Monats Februar - 2017 NHL All-Rookie Team - 2018 NHL-Spieler des Monats November |

### International
| - 2015 Silbermedaille bei der U18-Junioren-Weltmeisterschaft - 2015 Bester Torschütze der U18-Junioren-Weltmeisterschaft - 2015 All-Star-Team der U18-Junioren-Weltmeisterschaft - 2016 Goldmedaille bei der U20-Junioren-Weltmeisterschaft - 2016 Bester Torschütze der U20-Junioren-Weltmeisterschaft (gemeinsam mit Auston Matthews) - 2016 All-Star-Team der U20-Junioren-Weltmeisterschaft | - 2016 Silbermedaille bei der Weltmeisterschaft - 2016 Bester Torschütze der Weltmeisterschaft (gemeinsam mit Gustav Nyquist) - 2016 Wertvollster Spieler der Weltmeisterschaft - 2016 Bester Stürmer der Weltmeisterschaft - 2016 All-Star-Team der Weltmeisterschaft |

## Karrierestatistik
Stand: Ende der Saison 2024/25

### International
Vertrat Finnland bei:
| - Ivan Hlinka Memorial Tournament 2014 - U18-Junioren-Weltmeisterschaft 2015 - U20-Junioren-Weltmeisterschaft 2016 | - Weltmeisterschaft 2016 - World Cup of Hockey 2016 - 4 Nations Face-Off 2025 |

(Legende zur Spielerstatistik: Sp oder GP = absolvierte Spiele; T oder G = erzielte Tore; V oder A = erzielte Assists; Pkt oder Pts = erzielte Scorerpunkte; SM oder PIM = erhaltene Strafminuten; +/− = Plus/Minus-Bilanz; PP = erzielte Überzahltore; SH = erzielte Unterzahltore; GW = erzielte Siegtore; 1 Play-downs/Relegation; Kursiv: Statistik nicht vollständig)